# Weltwärts

Das Logo von weltwärts

weltwärts ist der entwicklungspolitische Freiwilligendienst des deutschen Bundesministeriums für wirtschaftliche Zusammenarbeit und Entwicklung (BMZ). Der Lerndienst richtet sich an Menschen im Alter von 18 bis 28 Jahren. Seit Beginn des Programms im Jahr 2008 haben mehr als 50.000 junge Menschen an weltwärts teilgenommen. Der Nord-Süd-Austausch und das gemeinsame interkulturelle und Globale Lernen stehen im Mittelpunkt. Im Unterschied zu einem Fachdienst setzt weltwärts kein Fachwissen in den Einsatzbereichen voraus. Seit 2013 erfolgt der Austausch wechselseitig, sowohl in Nord-Süd- als auch in Süd-Nord-Richtung. Seit 2012 ist weltwärts als Gemeinschaftswerk von Staat und Zivilgesellschaft organisiert. Die administrative Koordinierung des Programms liegt im Auftrag des BMZ bei Engagement Global.

## Weltwärts-Aufenthalte

### Dauer
Die Dauer eines Dienstes in Entwicklungsländern kann zwischen sechs und 24 Monaten liegen. Die meisten Freiwilligen werden im Sommer entsendet und sind ungefähr ein Jahr im Ausland. Während des Projektaufenthaltes sollen das gemeinsame Arbeiten, das alltägliche voneinander Lernen und der kulturelle Austausch im Mittelpunkt stehen.

### Voraussetzungen
Das Programm richtet sich an alle 18- bis 28-Jährigen aus Deutschland, die sich in einem Land Asiens, Afrikas, Lateinamerikas, Ozeaniens oder Osteuropas engagieren möchten (Nord-Süd Komponente) sowie an junge Menschen zwischen 18 und 29 Jahren aus den genannten Regionen, die einen Freiwilligendienst in Deutschland leisten möchten (Süd-Nord Komponente). Für Freiwillige mit einer Behinderung oder Beeinträchtigung liegt die Altersgrenze bei 35 Jahren. Inklusionsbedingte Mehrbedarfe werden gefördert. Ein Haupt- oder Realschulabschluss mit abgeschlossener Berufsausbildung oder vergleichbaren Erfahrungen wird vorausgesetzt, alternativ die Fachhochschulreife beziehungsweise das Abitur oder äquivalente Abschlüsse in den Partnerländern. Freiwillige müssen die deutsche Staatsbürgerschaft oder ein dauerhaftes Aufenthaltsrecht vorweisen können. Außerdem werden Interesse an gesellschaftlichem Engagement und an entwicklungspolitischen Fragen erwartet.

### Ablauf
Interessierte bewerben sich bei einer der durch das Programm anerkannten deutschen Entsendeorganisationen für einen Dienst in einem anerkannten Entwicklungsprojekt. Die Organisation beantragt Fördermittel beim BMZ. Die Vorbereitungsphase soll eine teilweise selbständige Vorbereitung auf das Projekt ermöglichen. Zudem sind mindestens zwölf Orientierungs- und Vorbereitungstage für die Freiwilligen verpflichtend.
Während des Projektaufenthaltes soll eine Einweisung durch die Partnerorganisation oder vorherige weltwärts-Freiwillige erfolgen. Mentoren unterstützen bei Fragen oder Schwierigkeiten im Projekt und darüber hinaus. Zudem ist ein Zwischenseminar vorgesehen, bei dem Freiwillige ihre bisherigen Erfahrungen teilen können. Nach dem Abschluss des Dienstes reflektieren die ehemaligen Freiwilligen auf einem Rückkehrseminar die gemachten Erfahrungen und erörtern Möglichkeiten des gesellschaftlichen und entwicklungspolitischen Engagements im Heimatland.

### Rückkehr
Nach dem Freiwilligendienst bieten verschiedene Programme von Engagement Global Fördermöglichkeiten für das entwicklungspolitische Engagement der Freiwilligen, zum Beispiel das „Förderprogramm Entwicklungspolitische Bildung“ (FEB) sowie das „Aktionsgruppenprogramm“ (AGP). Außerdem unterstützt „Junges Engagement“ Rückkehrerinnen und Rückkehrer aus internationalen Freiwilligendiensten durch Beratung, Vernetzung, Weiterbildung und finanzieller Förderung bei ihrem Engagement.

## Rahmenbedingungen

### Ziele des Programms
weltwärts bringt Menschen in und aus Deutschland, Asien, Afrika, Lateinamerika, Ozeanien und Osteuropa zusammen. Das gemeinsame Engagement für ein gemeinnütziges Projekt steht dabei im Mittelpunkt. Durch die praktische Mitarbeit und den regelmäßigen Austausch mit den Menschen in und außerhalb des Projekts sammeln die Freiwilligen Kenntnisse über globale Zusammenhänge, entwickeln soziale Kompetenzen und Handlungsmöglichkeiten für ein gerechteres Miteinander. Dadurch werden internationale Solidarität und das Engagement für die Eine Welt gefördert. Zahlreiche Ehemalige des Programms engagieren sich langfristig gesellschaftlich. 
Über den Erfahrungs- und Wissenstransfer profitieren die verantwortlichen Organisationen in Deutschland und den Partnerländern und stärken durch die Vernetzung mit ehemaligen Freiwilligen ihre Partnerschaften. So leistet weltwärts einen Beitrag zur Umsetzung der Agenda 2030 der Vereinten Nationen und ihrer 17 Ziele für nachhaltige Entwicklung (Sustainable Development Goals, SDG).

### Bereiche
Freiwilligendienste mit weltwärts sind in den Bereichen Bildung, Kinder- und Jugendförderung, Gesundheit, Landwirtschaft, Umwelt, Menschenrecht sowie Sport und Kultur tätig.

### Finanzierung
Jeder Teilnehmer wird mit bis zu 680 Euro pro Monat, zuzüglich der Förderung für die Qualitätsarbeit sowie der Förderung der Gesundheitskosten, jedoch mit höchstens 75 Prozent der Gesamtkosten durch das BMZ gefördert. Kosten, die nicht anderweitig finanziert werden, muss die Entsendeorganisation tragen. In der Regel bittet die Entsendeorganisation daher um eine Spende durch die Freiwilligen zur Finanzierung des Dienstes. Eine Ausnahme bildet die GIZ GmbH; hier werden die Kosten zu 100 % durch das BMZ (75 %) und die GIZ GmbH (25 %) getragen. Bei anderen Entsendeorganisationen bauen die Freiwilligen einen Unterstützerkreis (Spender) auf, um auf diese Weise die deutsche Zivilgesellschaft an ihrem Engagement zu beteiligen. Zu den anfallenden Kosten für einen Freiwilligendienst zählen etwa Anreise, Pädagogische Betreuung, Versicherungsschutz, Verpflegung und ein Taschengeld in Höhe von in der Regel 100 Euro monatlich. Für eine den örtlichen Gegebenheiten angemessene und kostenfreie Unterbringung sorgt die Entsendeorganisation oder die aufnehmende Organisation vor Ort. Ebenso werden die Seminare vor, während und nach dem Aufenthalt durch den Förderungsbetrag gedeckt.
Dem BMZ steht gegenwärtig ein jährlicher Betrag von circa 41 Millionen Euro für weltwärts zur Verfügung (Stand 2021).

### Programmsteuerung und Qualitätssicherung
Alle Trägerorganisationen werden geprüft, bevor sie am Programm teilnehmen können und regelmäßig durch unabhängige Organisationen zertifiziert. Die Anforderungen sind in einem Katalog einsehbar.

### Versicherungsschutz
Während eines Freiwilligenaufenthaltes sind die Teilnehmer versichert. Als Anforderungen an den Versicherungsschutz, der von der Entsendeorganisation abgeschlossen wird, geben die weltwärts-Förderleitlinien vor, dass eine Auslandskrankenversicherung, eine Haftpflichtversicherung und eine Unfallversicherung enthalten sein müssen.

## Süd-Nord-Komponente
Seit 2013 können auch junge Menschen aus Afrika, Asien, Lateinamerika und Osteuropa einen Freiwilligendienst mit weltwärts in Deutschland absolvieren. Dies wird über die Süd-Nord-Komponente des Programms realisiert. Die Komponente soll zu mehr Gleichberechtigung im Programm führen und dazu beitragen, dass weltwärts seinen Anspruch als entwicklungspolitischer Lern- und Austauschdienst konsequent erfüllt.

## Kritik und Evaluierung
Von Beginn an gab es eine intensive Diskussion um die Frage, was denn junge Menschen, die kaum berufliche Kompetenzen mitbringen, in entwicklungspolitische Projekte einbringen können. Deutlich kritische Stellungnahmen sprechen von weltwärts als einem „netten Bespaßungsprogramm für Leute, die ein Jahr im Ausland rumhängen wollen“ oder nennen den weltwärts-Dienst „organisierter Elendstourismus unter einem selbstlosen Etikett“.
Zugespitzt fragen manche, ob es sich um „Egotrips ins Elend“ handele, andere stellen heraus, dass hier sehr wohl Unterstützung für Projekte möglich und nach der Rückkehr der jungen Leute mit einem verstärkten Engagement zu rechnen sei. In starkem Maße kommt es offenbar auf die Vorbereitung und Begleitung der weltwärts-Freiwilligen an. Die Berliner Politikwissenschaftlerin Claudia von Braunmühl sagte wörtlich: „Wie sollen 18-jährige Weißnasen mit Rückflugticket in Entwicklungsländern auch helfen?“ Sie gönne jungen Deutschen ja dieses „organisierte Abenteuer“, aber an „unqualifizierten Händen fehlt es dort nirgends“.
Inzwischen liegen differenzierte wissenschaftliche Forschungsergebnisse zum Thema vor. Hier geht es unter anderem um Fragen der Motivation, Vorbereitung und Begleitung aus der Sicht befragter Freiwilliger und um die Bildungswirkungen des entwicklungspolitischen Freiwilligendienstes. Eine Evaluierung des Deutschen Evaluierungsinstituts der Entwicklungszusammenarbeit (DEval) aus dem Jahr 2017 untersucht u. a., inwiefern sich Freiwillige durch die Teilnahme an der Nord-Süd-Komponente von weltwärts verändern, ob diese Veränderungen fortbestehen und wie sie in die deutsche Gesellschaft (beispielsweise durch Engagement oder den Austausch im privaten Umfeld) weitergegeben werden. Die Evaluierungsergebnisse zeigen unter anderem, dass die Freiwilligen insbesondere mit Bezug zu ihrem Einsatzland lernen (Erwerb von Wissen über das Einsatzland und von dessen Verkehrssprache; Entwicklung positiverer Einstellungen, Perspektivwechselfähigkeit und Empathie Menschen aus dem Einsatzland gegenüber). Sie geben diese Lernerfahrungen teilweise an Eltern und Freunde weiter. Außerdem sind weltwärts-Rückkehrer stärker entwicklungspolitisch engagiert.